# Blinden- und Sehschwachenverband der DDR
Der Blinden- und Sehschwachen-Verband der DDR (BSV) war eine Hilfsorganisation in der DDR.

## Geschichte
Die Gründung der ersten deutschen Blindenorganisation erfolgte 1912 unter dem Namen Reichsdeutscher Blindenverband.
Nach dem Zweiten Weltkrieg entstanden ab 1945 in der damaligen sowjetischen Besatzungszone Blindenausschüsse z. B. in Chemnitz, Dresden und Leipzig, die bei dem Gesundheits- und Sozialwesen der Räte der Kreise angesiedelt waren. Es folgten Landesblindenausschüsse. Im Juni 1947 fand der Erste Blindenkongress Sachsens in Dresden statt. Ein Jahr später folgte der Zweite Blindenkongress. Beide Kongresse waren richtungweisend für die Neugestaltung des Blindenwesens.
Im Mai 1957 wurde in Halle (Saale) der „Allgemeine Deutscher Blindenverband“ (ADBV) gegründet. Er vereinigte, anders als im bundesdeutschen Blindenverband, Blinde unabhängig von der Ursache der Sehbehinderung.
Auf dem IV. Verbandskongress 1969 in Leipzig wurde offiziell die Anerkennung Sehschwacher als Mitglieder und folgerichtig die Umbenennung des ADBV in „Deutscher Blinden- und Sehschwachenverband (DBSV)“ beschlossen – nicht zu verwechseln mit dem gesamtdeutsch agierenden Verband, der seit 1998 „Deutscher Blinden- und Sehbehindertenverband“ heißt und deshalb ebenfalls die Abkürzung DBSV verwendet.
Auf dem Verbandskongress 1973 in Magdeburg erfolgte die Namensänderung in „Blinden- und Sehschwachen-Verband der DDR“.
Nach der Deutschen Wiedervereinigung 1990 wurde die Arbeit der west- und ostdeutschen Verbände zunächst unter dem Dach des bestehenden Deutschen Blindenverbandes (DBV) zusammengeführt, bevor er sich gesamtdeutsch für Sehbehinderte öffnete und seinen Namen entsprechend änderte.

## Organisation
Der Verband hatte einen Zentralvorstand, dessen Sekretariat sich thematisch in Sektoren gliederte. Sektorleiter Organisation z. B. war ab 1. September 1986 Gerhard Polzin. In der nachgeordneten Hierarchie gab es Bezirks- und Kreisorganisationen.
Präsidenten des ADBV bzw. BSV der DDR waren von 1957 bis 1986 Helmut Pielasch und von 1987 bis 1990 Gerhard Polzin.
Der Verband gab die Zeitschrift Die Gegenwart heraus, die nach 1990 vom nunmehr gesamtdeutschen DBSV übernommen wurde.

## Blindenfürsorge
Der Verband wurde finanziell unterstützt durch Mittelzuweisungen der verschiedenen Ministerien bzw. des Staatshaushalts und der Verwaltung der Sozialversicherung beim FDGB. Dazu kamen Mitgliedsbeiträge, Verkäufe von Literatur und Blindenhilfsmitteln.
Im Rahmen der Blindenfürsorge erhielten Betroffene unabhängig von ihrem Arbeitsverdienst oder sonstigem Einkommen ein monatliches Blindengeld von bis zu 240 M und hatten Anspruch auf Zusatzurlaub von sechs Tagen.
Für blinde und sehschwache Kinder gab es eigene Schulen, z. B. in Königs Wusterhausen (Land Brandenburg).